# Vuurtoren van la Vieille
De Vuurtoren van la Vieille is een vuurtoren tussen het Île de Sein en het Pointe du Raz aan de westkust van Finistère (Bretagne). Met de bouw van de vuurtoren werd in 1882 begonnen en hij werd in gebruik genomen in 1887. De toren ligt op het rotseiland Gorlebella, op enkele kilometers van de Vuurtoren van Tévennec. Samen moeten ze de gevaarlijke zeestraat van Raz de Sein beveiligen. De toren werd in 1995 geautomatiseerd. 